# Ulipur
Ulipur (en bengali : উলিপুর) est une upazila du Bangladesh dans le district de Kurigram. En 1991, on y dénombrait 345 205 habitants.